# الطيب مصطفى
الطيب مصطفي (? - توفي 2021)، هو صحفي وكاتب سوداني.

## سيرة ذاتية
ولد مصطفى مع مدخل الخمسينيات في حي كوبر في الخرطوم بحري، ودرس مراحله كلها في بحري ثم قبل في كلية الآداب بجامعة الخرطوم، لكنه درس هندسة الاتصالات في معهد المواصلات في ذات الوقت. بعد تخرجه استكمل دراسته الهندسية في هندسة الاتصالات في هولندا، وعاد ليعمل بالخرطوم، ثم بالإمارات العربية «شركة أمرتيل» الشركة الحكومية للاتصالات؛ قبل تخصيصها لتصبح شركة الاتصالات الإماراتية، وترقى فيها حتى صار مقرراً لمجلس إدارتها وكان في ذات الوقت كاتباً منتظماً في صحيفة «أمريتس نيوز». وعاد الطيب مصطفى إلى السودان بعد أزمة حرب الخليج ليعمل مستشاراً إعلامياً لوزير المالية الراحل عبد الرحيم حمدي الذي اختاره بنفسه، ثم عمل مديراً عاماً لوكالة السودان للأنباء، ثم انتقل من وكالة سونا إلى التليفزيون فشهد به التليفزيون نهضة ظاهرة، نقلته من البث الأرضي للبث الفضائي وشهدت عهدته فيه إنشاء قناة الخرطوم الدولية والتوسع في البث الولائي، وبداية الشراكة البرامجية مع الشيخ صالح الكامل تلكم التي تطورت من بعد لتصبح قناة النيل الأزرق الفضائية. ثم صار وزيراً دولة للاتصالات؛ فكان أول وزير دولة مخصصا للاتصالات، فواكب نهضة «شركة سوداتيل» وأشرف على عطاء المشغل الثاني الذي أصبح شركة زين من بعد، وكان إبان ذلك عضواً راتباً في مجلس إدارة عربسات التي أفادت من خبرته الهندسية في مجال الاتصالات أفادة شهد بها مديروها. استقال الطيب بعد خلاف مع الوزير حول سياسة الوزارة، ليبدأ مسيرة في الصحافة استهلها بإنشاء صحيفة الانتباهة ليروج لفكرة «منبر السلام العادل»، فقد كان قوي الإيمان بأن خيار الانفصال السلمي الودي هو خير خيار للشمال وللجنوب.. وأسس حزباً سياسياً في عام 2006م، وهو منبر السلام العادل، وذلك بعد انشقاقه عن حزب المؤتمر الوطني، حزب الرئيس البشير، ثم أنشأ من بعد صحيفة «الصيحة» عام 2014م، وحققت كل من «الانتباهة» و «الصيحة» نجاحاً صحفياً وسوقياً رغم أن الصحيفتين اعتبرتا صحفاً معارضة ولم تسلما من عواقب السخط الحكومي. وقد ظل الطيب مصطفى، عضواً نشطا في الحركة الإسلامية حتى خروجه مجبراً من المؤتمر الوطني الذي خيرته قيادته آنذاك بين ترك المنبر والالتزام بموقف الحزب من قضية الوحدة مع الجنوب أو المفارقة بإحسان.

## وفاته
توفي الطيب مصطفى متأثراً بفيروس كورونا في الخرطوم يوم الأحد 4 شوال 1442هـ الموافق لـ16 مايو 2021م.